# 남명학파
남명학파(南冥學派)는 조선 중기에 영남우도(嶺南右道)를 중심으로 조식의 학식과 덕행을 존숭하고 추종하며 생겨난 학파이다.

## 특징

### 실천적 학풍
남명학의 특징은 실천적 학풍에 있었다. 남명의 학문적 경향은 이천보다는 명도와 가깝다. 남명은 퇴계의 이론지향적 경향을 비판하였다.

### 계승된 성리학의 수렴된 가르침
남명학의 또다른 큰 특징은 박학과 수렴이라고 할 수 있다. 남명은 섭렵하지 않은 분야가 없다고 할 정도로 독서량이 많았다고 할 수 있다. 그러나 성리학의 '거경궁리'를 그대로 계승했다고 볼 수 있는 박식한 퇴계와 달리, 남명의 가르침은 제자들에게 자신과 같은 박학이 아니라 선현들이 밝혀놓은 공부의 차례와 행위의 표준을 탐구하는 것에 그쳤다.

### 중요한 지식인의 역할
예학에 매우 밝았던 남명이 만든 '예서'는 그 당시 조선의 풍속을 완전히 바꾸었다고 한다. 남명은 지식인(士)의 역할을 중요시 하였으나, 남명의 정치사상은 '위민정치'라고 할 수 있고 '민본정치'라고 할 수 없는 사대부 중심의 사고가 있다.

## 역사
남명학파는 타협하지 않는 절개와 실천으로 유명한데, 이 때문에 임진왜란 때 남명학파 출신의 의병장이 다수 나왔다.
광해군 시기 집권 세력이었던 북인이 인조반정으로 대부분 소멸되며 남명학파는 쇠잔해지고, 퇴계학파가 융성해진다. 그래서 이후에 영남학파는 퇴계학파가 중심이 된다.
인조반정으로 200년 가까이 출사길이 막히며 학문이 침체되나 1797년 정조의 사제문을 기점으로 학문이 다시 일어설 수 있게 된다. 그리고 조식에 문묘종사 운동은 실패로 돌아가지만 순조 18년인 1818년에 산천재가 재건되는 성과를 낸다.

## 남명학파 계열 북인
사림파는 1575년 선조 7년 국가의 개혁 방안과 관련하여 온건 세력인 서인과 개혁 세력인 동인으로 나뉜다. 선조가 서인을 내치게 되어 3년 만에 정권을 되찾은 후에, 동인은 서인의 처리 문제로 온건 세력인 남인과 강경 세력인 북인으로 각각 불려지게 된다. 이때의 북인은 화담학파 계열의 학자들이었는데, 나중에 화담학파와 남명학파는 제휴를 한다.

## 퇴계학과 학문적 대립
남인과 북인의 정치적 대립만큼이나 퇴계학과 남명학 간의 학문적 대립 또한 심각하였다.
퇴계학, 남인의 입장에서는 조식의 학문은 의리를 강론하는 것을 크게 꺼려하였으니, 이는 유가의 공부 과정에 없는 도가의 수련법에서 나온 것이라 평하였다. 그 때문에 이황은 남명학을 높고 뻣뻣한 노장사상으로 지목하였다.

## 같이 보기
- 남명 조식
- 산청 덕천서원
- 신산서원(新山書院)
- 용암서원
- 북인
- 화담 서경덕